# 奇点汽车
奇点汽车是智车优行科技有限公司旗下的新能源汽车品牌。該公司于2014年12月在北京市成立，是一家專門生产新能源汽车的中国互联网公司，創辦人為沈海寅。奇点汽车以新能源汽车、自动驾驶系统、车联网服务、大数据和云计算技术為賣點。 
2016年4月，奇点汽车推出首款電動汽車產品——奇点iS6。這是一輛中型电动运动型多用途车。 2016年10月，安徽奇點智能新能源汽車有限公司於成立，由智車優行科技（上海）有限公司、匠仁汽車科技（北京）有限公司共同持股。
奇點汽車曾融資約170億人民币，而且被質疑造不出車，靠賣軟體維生，資不抵債。2022年，該公司被曝光員工討薪的問題。2023年6月26日，安徽省銅陵市中級人民法院決定受理奇點汽車破產清算一案，並於6月30日指定銅陵金健會計師事務所擔任安徽奇點智能新能源汽車有限公司管理人。

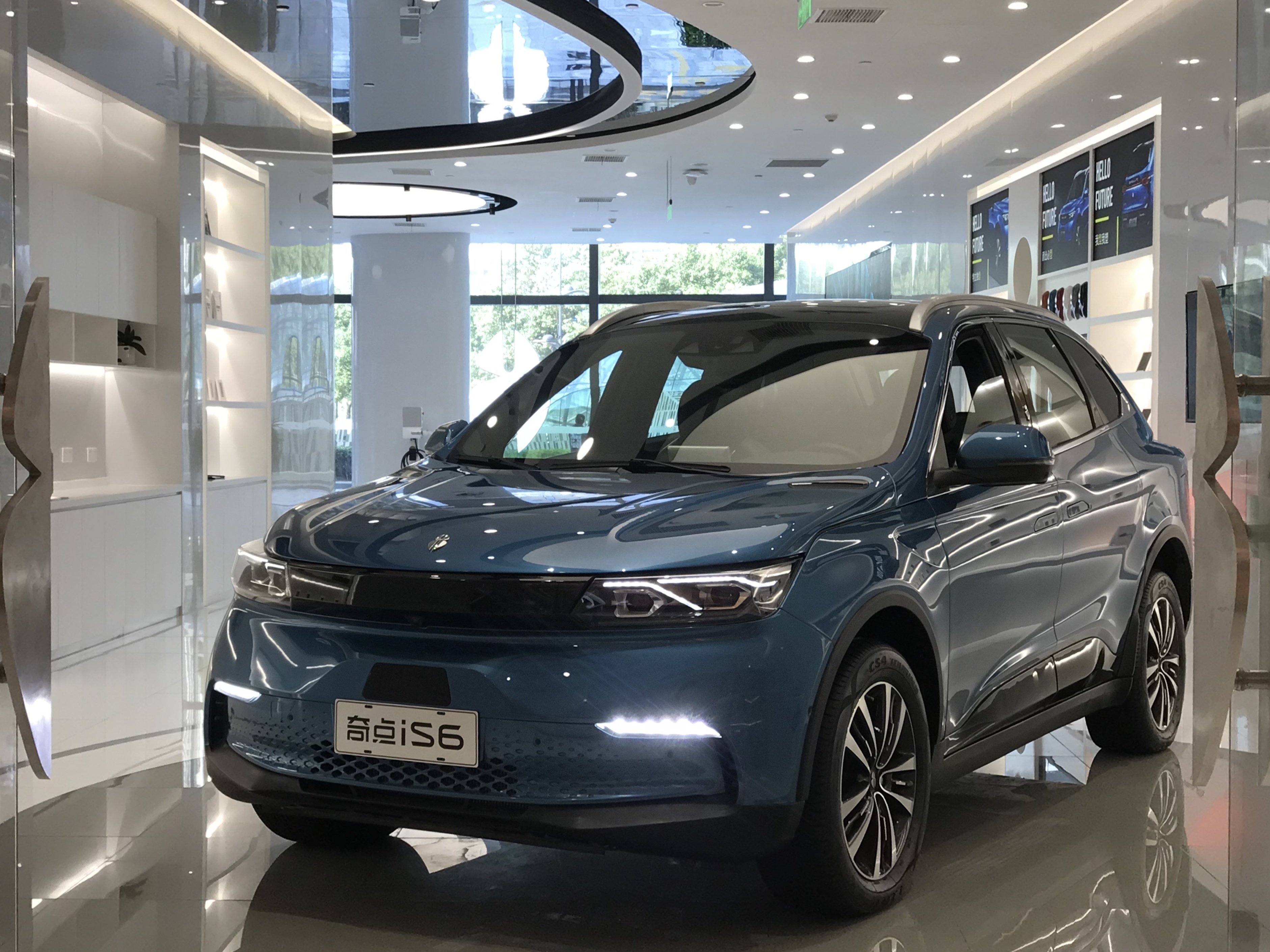
位於中国北京奇点汽车展厅内的奇点 iS6